# Plantago lanceolata
La piantaggine lanciuola (Plantago lanceolata L., 1753) è una pianta erbacea officinale perenne della famiglia delle Plantaginaceae.

## Etimologia
Il nome generico (Plantago) deriva dalla parola latina planta e significa "pianta del piede" e fa riferimento alle piatte foglie basali di questa pianta simili a "piante di un piede". Un'altra versione riconduce alla pianta del piede ma in altro modo: dal momento che gli europei la portavano con sé nei viaggi come erba medicinale, la diffondevano involontariamente ovunque andassero. Questo era di per sé una prova del loro passaggio, al punto che i nativi americani la chiamavano "l'impronta dell'uomo bianco". L'epiteto specifico (lanceolata) deriva dal latino lanceolatum e fa riferimento alla forma delle foglie simile alla punta delle lance.
Il nome scientifico della specie è stato definito da Linneo (1707–1778), conosciuto anche come Carl von Linné, biologo e scrittore svedese considerato il padre della moderna classificazione scientifica degli organismi viventi, nella pubblicazione Species Plantarum, 1: 113, del 1753.

## Descrizione

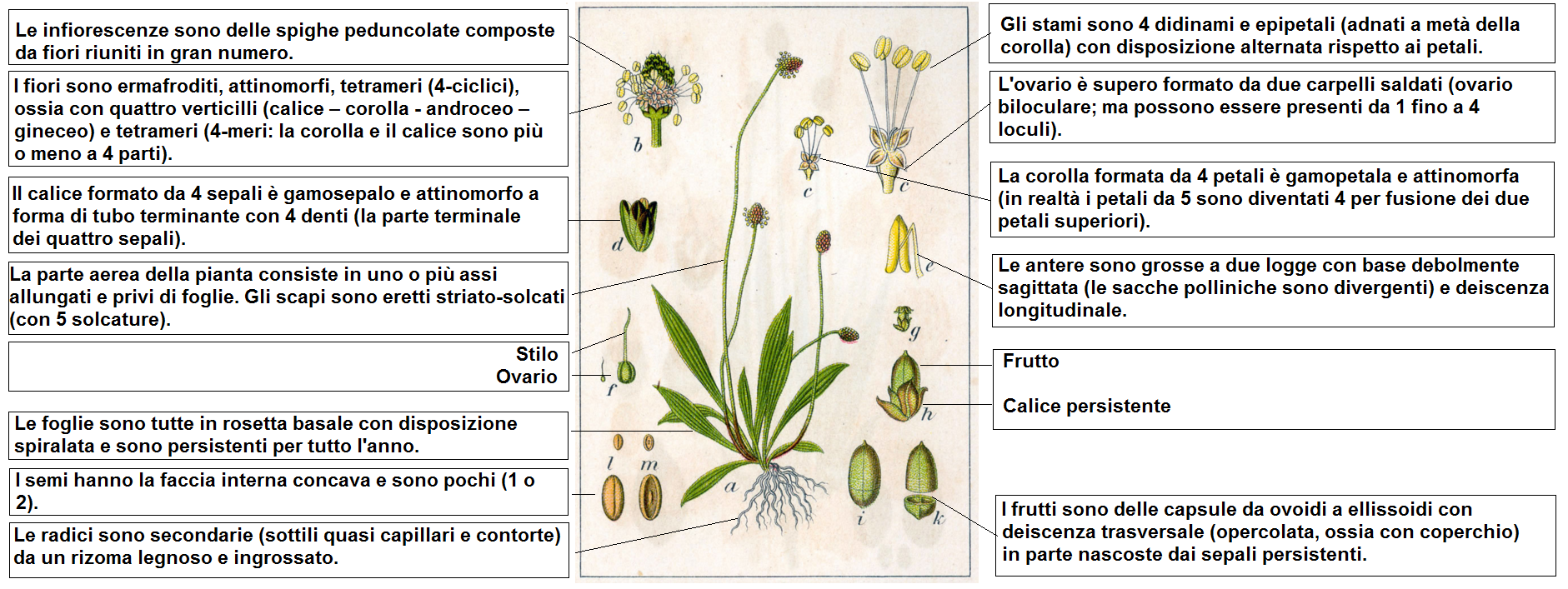
Descrizione delle parti della pianta

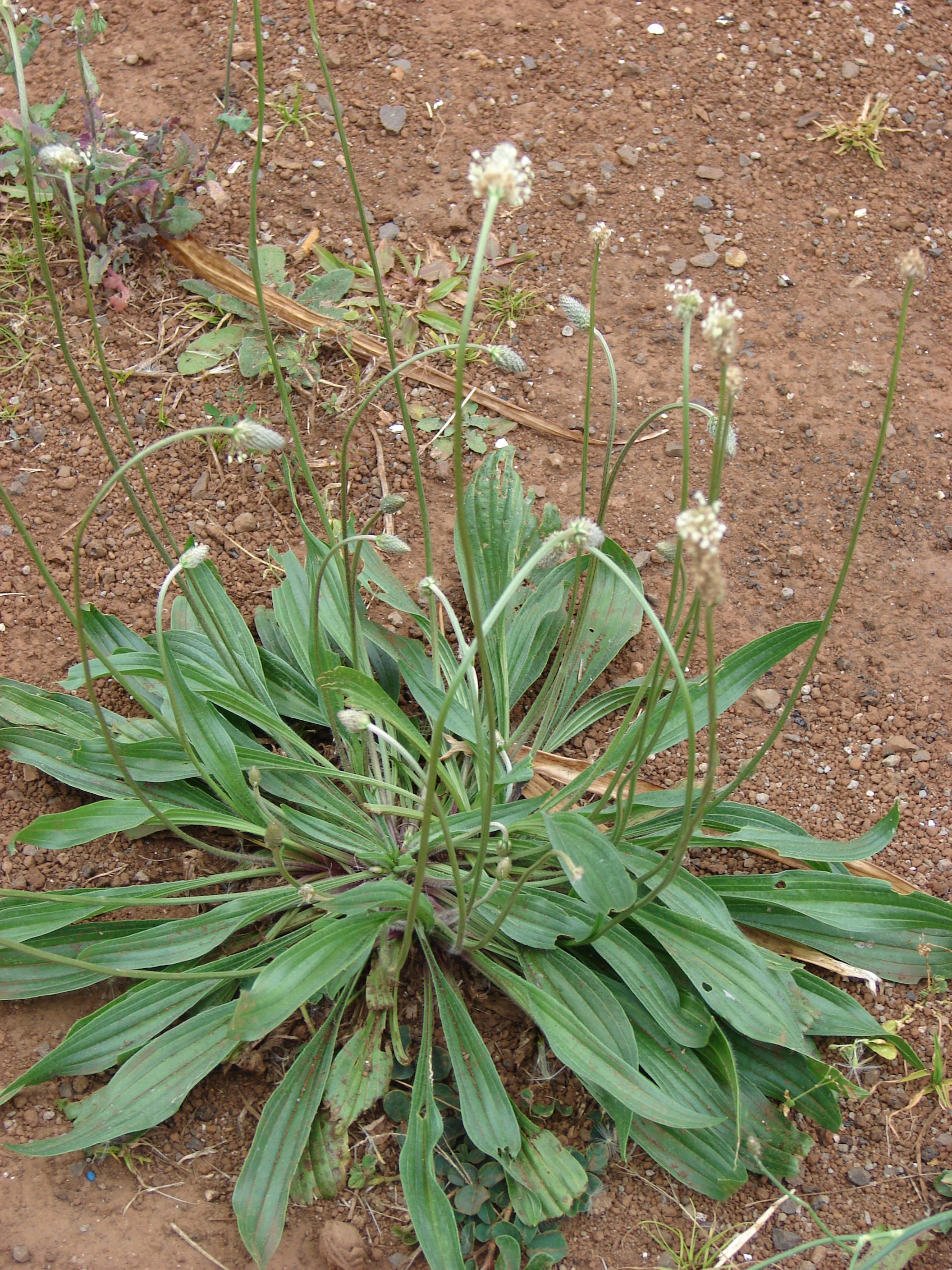
Il portamento

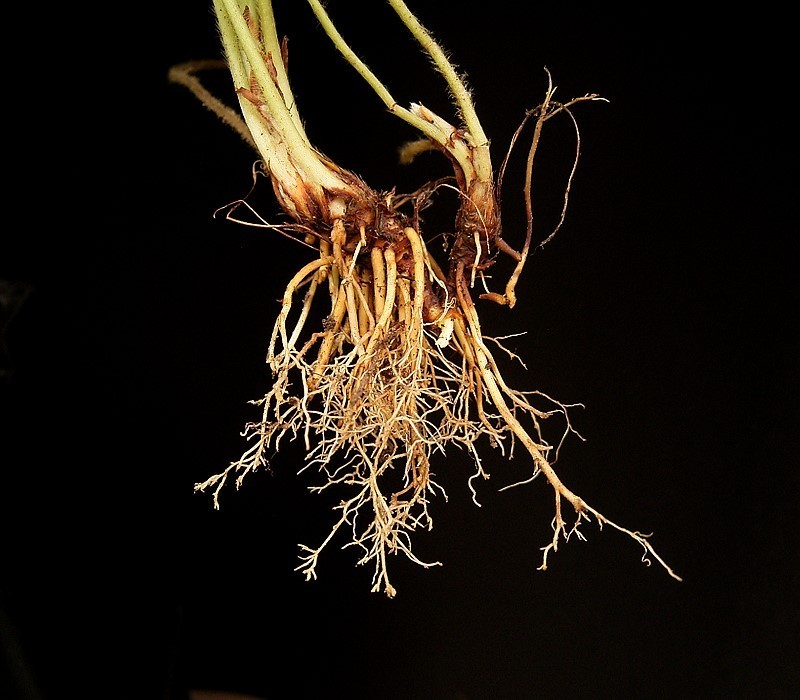
Le radici

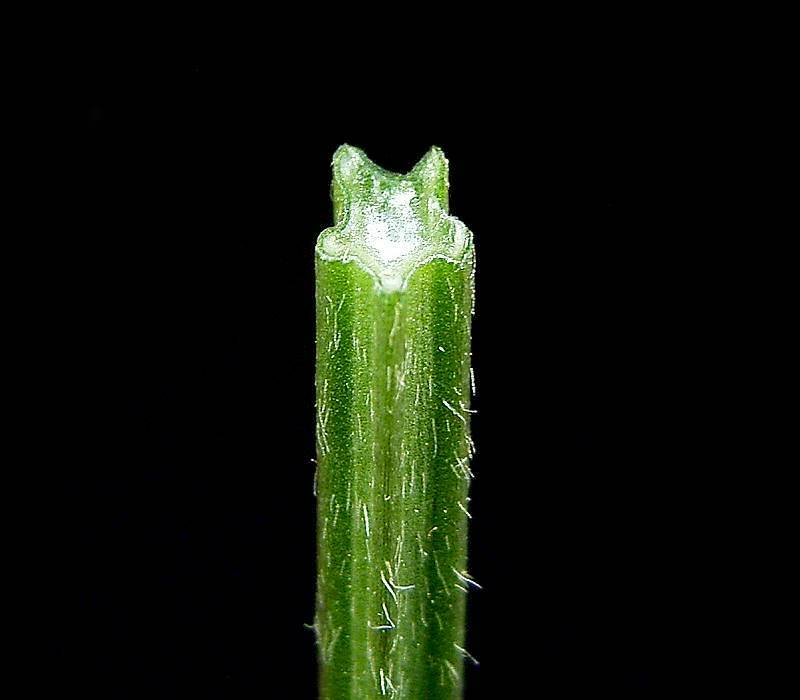
Il fusto

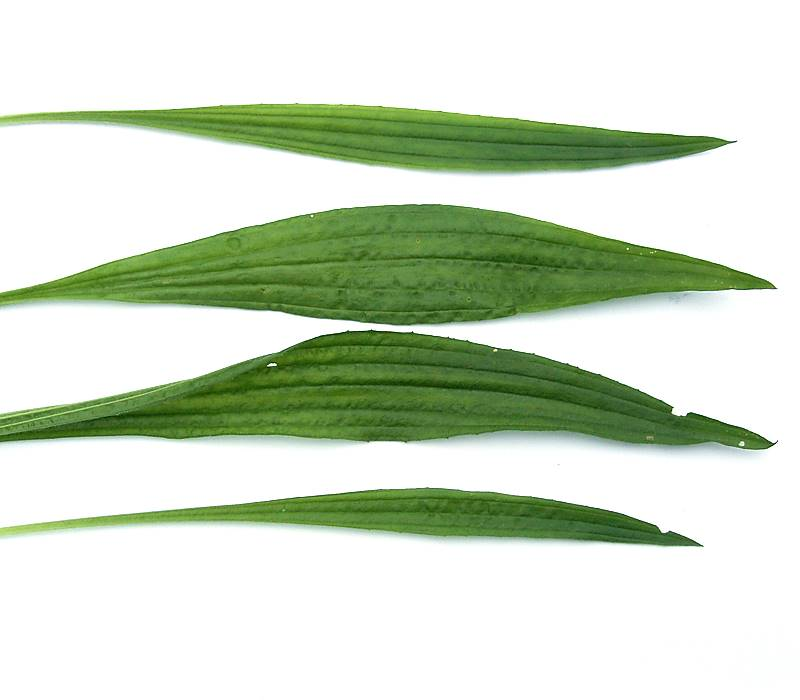
Le foglie

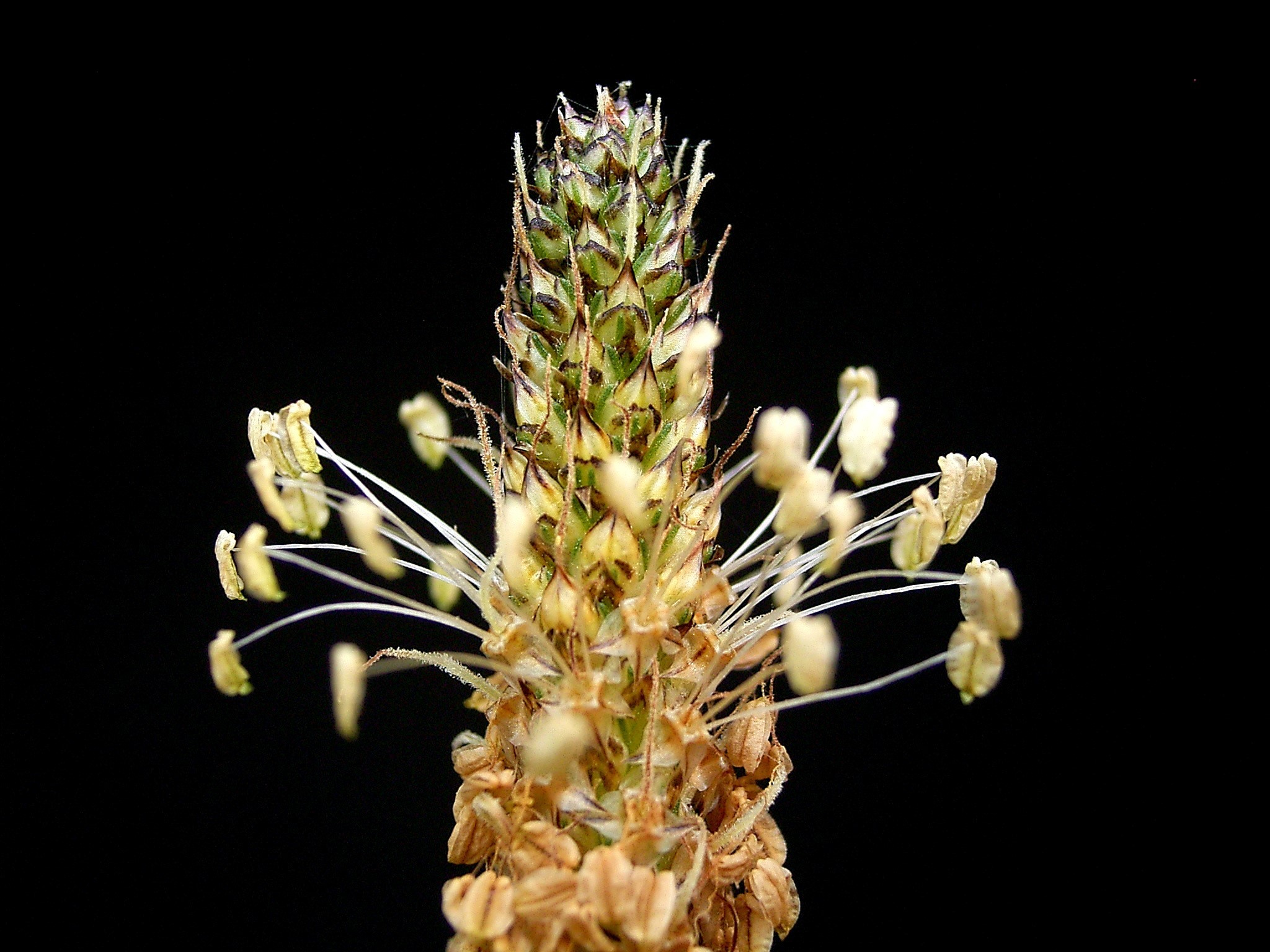
Infiorescenza

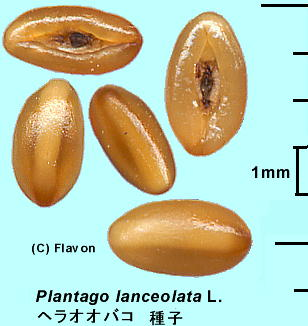
I semi

Le piante di questa voce hanno una altezza variabile da 20 a 50 cm e oltre. La forma biologica è emicriptofita rosulata (H ros), ossia in generale sono piante erbacee acaule, a ciclo biologico perenne, con gemme svernanti al livello del suolo e protette dalla lettiera o dalla neve e hanno le foglie disposte a formare una rosetta basale. Sono piante proterogine (gli ovuli maturano prima del polline per evitare l'autofecondazione in quanto sono piante soprattutto anemogame). In genere la pubescenza è formata da peli semplici.

### Radici
Le radici sono secondarie (sottili quasi capillari e contorte) da un rizoma legnoso e ingrossato.

### Fusto
La parte aerea della pianta consiste in uno o più assi fiorali (= scapi) allungati e privi di foglie. Gli scapi sono eretti striato-solcati (con cinque scanalature).

### Foglie
Le foglie sono tutte in rosetta basale con disposizione spiralata e sono persistenti per tutto l'anno. La parte inferiore (1/2 - 3/5) è ristretta in una specie di picciolo a consistenza tenue lievemente alato, mentre la parte superiore è allargata con forme da lineari-lanceolate a ellittico-lanceolate. I bordi sono interi o debolmente dentati con denti distanziati. La superficie è percorsa da 3-5 nervature longitudinali ed è subglabra. Dimensione delle foglie: larghezza 1 – 3 cm; lunghezza 8 – 25 cm. Lunghezza del picciolo: 2 – 10 cm.

### Infiorescenza
Le infiorescenze sono delle spighe peduncolate composte da fiori riuniti in gran numero; i fiori sono sessili, piccoli e ridotti in ogni elemento. Le spighe hanno delle forme ovoidali compatte e brevi (prima sono coniche, poi cilindriche). Nell'infiorescenza sono presenti delle brattee carenate con forme ovato-acuminate lunghe 4 – 5 mm. Lunghezza della spiga: da 1 a 5 cm. Lunghezza del peduncolo: 10 – 60 cm.

### Fiore
I fiori sono ermafroditi, attinomorfi, tetrameri (4-ciclici), ossia con quattro verticilli (calice – corolla - androceo – gineceo) e tetrameri (4-meri: la corolla e il calice sono più o meno a 4 parti).
- Formula fiorale:

X oppure *, K (4-5), [C (2+3) oppure (4), A 2+2 oppure 2] G (2), (supero), capsula.
- Calice:  il calice formato da 4 sepali è gamosepalo e attinomorfo a forma di tubo terminante con 4 denti (la parte terminale dei quattro sepali). I sepali possono essere leggermente riuniti 2 a 2; quelli anteriori sono saldati in unica lamina bilobata; quelli posteriori sono liberi, acuminati e glabri o sparsamente pelosi. Il calice è inoltre persistente. Lunghezza dei sepali anteriori: 3 - 3,5 mm.
- Corolla:  la corolla formata da 4 petali è gamopetala e attinomorfa (in realtà i petali da 5 sono diventati 4 per fusione dei due petali superiori). La corolla termina in un tubo allungato, liscio e senza peli, con 4 lobi patenti. I lobi hanno delle forme lanceolate, sono lunghi 2 - 2,2 mm e hanno una colorazione da bianchiccia a bruno chiaro.
- Androceo: gli stami sono 4 didinami e epipetali (sono adnati a metà della corolla) con disposizione alternata rispetto ai petali. Le antere sono grosse a due logge con base debolmente sagittata (le sacche polliniche sono divergenti) e deiscenza longitudinale. Il colore delle antere è bianco/giallastro (poi arancio). I grani pollinici sono tricolporati. Dimensione delle antere: 1,5 mm.
- Gineceo: l'ovario è supero formato da due carpelli saldati (ovario biloculare; ma possono essere presenti da 1 fino a 4 loculi). In ogni loculo si trova uno o più ovuli a placentazione assile (se il loculo è uno solo, allora la placentazione può essere libera, centrale o basale). Gli ovuli hanno un solo tegumento e sono tenuinucellati (con la nocella, stadio primordiale dell'ovulo, ridotta a poche cellule).[15] Lo stilo è unico, filiforme con uno stigma cilindrico o usualmente bilobo (a volte lo stigma è piumoso). Il disco nettario è assente (l'impollinazione è soprattutto anemogama).

Fioritura: da (marzo) maggio ad agosto (ottobre).

### Frutti
I frutti sono delle capsule da ovoidi a ellissoidi con deiscenza trasversale (opercolata, ossia con coperchio) in parte nascoste dai sepali persistenti. I semi hanno la faccia interna concava e sono pochi (1 o 2). I cotiledoni sono paralleli al lato ventrale. Lunghezza dei semi: 3 mm

## Riproduzione
- Impollinazione: l'impollinazione avviene in parte tramite insetti (impollinazione entomogama), ma soprattutto tramite il vento (impollinazione anemogama).[9]
- Riproduzione: la fecondazione avviene fondamentalmente tramite l'impollinazione dei fiori (vedi sopra).
- Dispersione: i semi cadendo a terra (dopo essere stati trasportati per alcuni metri dal vento – disseminazione anemocora) sono successivamente dispersi soprattutto da insetti tipo formiche (disseminazione mirmecoria), ma anche da uccelli.[10]

## Distribuzione e habitat

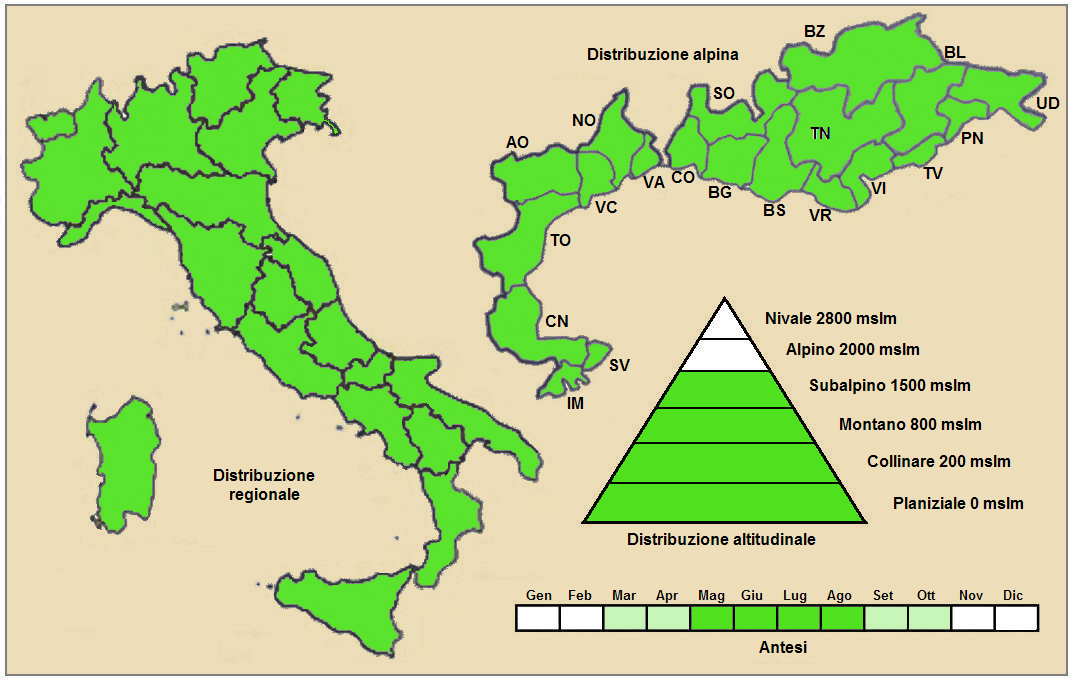
Distribuzione della pianta
(Distribuzione regionale – Distribuzione alpina)

- Geoelemento: il tipo corologico (area di origine) è Eurasiatico diventato Cosmopolita.
- Distribuzione: in Italia è una specie comune ed è presente ovunque sia in pianura che sui rilievi. Nelle Alpi è presente su entrambi i versanti (Meridionale e Settentrionale). Sugli altri rilievi europei collegati alle Alpi si trova nella Foresta Nera, Vosgi, Massiccio del Giura, Massiccio Centrale, Pirenei, Alpi Dinariche, Monti Balcani e Carpazi.[17] Nel resto dell'Europa e nell'areale del Mediterraneo è ovunque presente (Transcaucasia, Anatolia, Asia mediterranea e Africa del Nord).[18]
- Habitat: l'habitat tipico sono gli incolti, le aree lungo le vie, i campi, le vigne, gli ambienti ruderali e altre zone sinantropiche. Il substrato preferito è calcareo ma anche siliceo con pH neutro, medi valori nutrizionali del terreno che deve essere secco.[17]
- Distribuzione altitudinale: sui rilievi queste piante si possono trovare fino a 2000 m s.l.m.; frequentano quindi i seguenti piani vegetazionali: collinare, montano, subalpino e in parte quello alpino (oltre a quello planiziale – a livello del mare)

### Fitosociologia

#### Areale alpino
Dal punto di vista fitosociologico alpino Plantago lanceolata appartiene alla seguente comunità vegetale:
- Formazione: comunità delle macro- e megaforbie terrestri

- Classe: Molinio-Arrhenatheretea

#### Areale italiano
Per l'areale completo italiano Plantago lanceolata appartiene alla seguente comunità vegetale:
- Macrotipologia: vegetazione delle praterie.

- Classe: Molinio-arrhenatheretea

- Ordine: Arrhenatheretalia elatioris

- Alleanza: Arrhenatherion elatioris

Descrizione: l'alleanza Arrhenatherion elatioris fa riferimento a prati regolarmente falciati, almeno due volte l'anno (il loro abbandono conduce, spesso anche rapidamente, a fasi di incespugliamento), e concimati in modo non intensivo, su suoli relativamente profondi. Si tratta di comunità floristicamente ricche che sono distribuite dal fondovalle (alta pianura) ai 1000 (1500 m sui pendii soleggiati). L'alleanza Arrhenatherion elatioris è distribuita in Italia settentrionale, nell'Europa centrale atlantica e nelle aree alpine e caucasiche.
Altre alleanze per questa specie sono:
- Echio plantaginei-Galactition tomentosae
- Koelerio macranthae-Phleion phleoidis
- Armerion aspromontanae
- Periballio-Trifolion subterranei
- Cerastio arvensis-Cynosurenion cristati
- Trifolio resupinati-Cynosurenion cristati
- Lolio perennis-Plantaginion majoris
- Plantaginion cupanii

## Tassonomia
La famiglia di appartenenza della specie (Plantaginaceae) comprende 113 generi e 1800 specie (114 generi e 2100 specie o anche 90 generi e 1900 specie secondo altre fonti) ha una distribuzione più o meno cosmopolita ma con molti taxa distribuiti soprattutto nelle zone temperate e nell'areale mediterraneo. Il genere Plantago si compone di oltre 250 specie una trentina delle quali sono presenti nella flora spontanea italiana. All'interno della famiglia Plantaginaceae il genere è descritto nella tribù Plantagineae.
Il genere Plantago è suddiviso in 4 sottogeneri (subg. Plantago; subg. Coronopus (Lam. & DC.) Rahn; subg. Psyllium (Juss.) Harms; subg. Bougueria (Decne) Rahn & Reiche). La specie di questa voce è descritta all'interno del sottogenere Plantago sect. Psyllium insieme ad altre specie come Plantago afra L. e Plantago lagopus L..
La specie P. lanceolata nell'areale italiano appartiene al Gruppo di P. lanceolata definito da alcuni caratteri comuni come la forma delle foglie lanceolato-lineari con bordi interi e scapi allungati spesso striato-scanalati. Il gruppo è formato dalle seguenti specie (oltre a quella di questa voce): Plantago argentea Chaix e Plantago altissima L. Di seguito sono indicate le differenze morfologiche più evidenti tra queste tre specie:
- P. lanceolata: la radice principale è suddivisa in radichette secondarie sottili (quasi capillari e contorte).
- P. altissima: le radici secondarie sono grosse da una rizoma orizzontale; lo scapo è distintamente solcato; le foglie sono glabre; le brattee sono lunghe 6 – 7 mm.
- P. argentea: le radici secondarie sono grosse da una rizoma verticale o obliquo; lo scapo è debolmente solcato; le foglie sono argenteo-sericee; le brattee sono lunghe 3,5 – 5 mm.

Dal punto di vista ecologico mentre P. lanceolata è sinantropica, le altre due specie vivono nella vegetazione naturale. E probabilmente non formano neppure un complesso poliploide in quanto P. lanceolata e P. altissima sono diploidi con 2n = 12, mentre P. argentea è esaploide con 2n = 72 (altre fonti per P. argentea forniscono il valore 2n = 12).

### Variabilità
La specie Plantago lanceolata nell'areale italiano è variabile. In ambienti aridi l'indumento è più densamente tomentoso (alla base delle foglie spesso è presente un batuffolo cotonoso), la spiga è più ovata (larghezza 6 mm; lunghezza 12 mm). Questa varietà che in passato era indicata con la denominazione di var. sphaerostachya Mert. et Koch, ora è considerata un sinonimo della specie principale. Nel Meridione è descritta un'altra varietà (var. mediterranea (Kerner) Pilger - anche questa un sinonimo) con le foglie allargate (larghezza 4 – 8 cm; lunghezza 30 – 35 cm), con indumento tomentoso o glabro, con la spiga a forma cilindrica lunga 4 – 8 cm, con i sepali posteriori densamente villosi sulla carena e con la corolla con i lobi ialini.

### Sinonimi
Questa entità ha avuto nel tempo diverse nomenclature. L'elenco seguente indica alcuni tra i sinonimi più frequenti:
- Arnoglossum lanceolatum (L.) Gray
- Lagopus lanceolatus  (L.) Fourr.
- Lagopus timbali  Fourr.
- Plantago azorica  Hochst.
- Plantago capitata  Ten.
- Plantago decumbens  Rchb.
- Plantago dubia  L.
- Plantago eriophora  Hoffmanns. & Link
- Plantago glabriflora  Sakalo
- Plantago glareosa  A. Kern.
- Plantago hungarica  Waldst. & Kit.
- Plantago lanuginosa  Bastard
- Plantago mediterranea  Strobl
- Plantago sinuata  Lam.
- Plantago sphaerostachya  Hegetschw.
- Plantago lanceolata subsp. communis  (Schltdl.) Pott.-Alap.
- Plantago lanceolata subsp. dubia  (L.) Dostál
- Plantago lanceolata subsp. lanuginosa  (Bastard) Arcang.
- Plantago lanceolata subsp. lanuginosa  Arcang.
- Plantago lanceolata subsp. sphaerostachya
- Plantago lanceolata var. sphaerostachya  Mert. & W. D. J. Koch

## Usi e proprietà
Le foglie sono disponibili tutto l'anno e sono usate come radicchio, crude in insalata, oppure cotte come gli spinaci. Bollendo rilasciano un odore simile a quello dei funghi champignon.
Le foglie hanno proprietà astringenti. Veniva usata anticamente contro le infiammazioni come emorroidi e malattie dell'apparato respiratorio, oppure veniva data ai giovani anemici. Il capolino dell'infiorescenza è molto più ricco di mucillagine e ha proprietà lassative. Come tutte le plantago possiede doti fortemente cicatrizzanti e difatti in erboristeria le foglie fresche, che contengono mucillatannino, minutamente tritate, poste a contatto con una ferita tramite bendaggio favoriscono una rapida guarigione della ferita stessa e bloccano le emorragie. È consigliato l'uso contro le congiuntiviti e le infiammazioni palpebrali.
È pianta visitata dalle api per il suo polline.

## Altre notizie
La piantaggine lanceolata in altre lingue è chiamata nei seguenti modi:
- (DE)  Spitzwegerich
- (FR)  Plantain lancéolé
- (EN)  Ribwort Plantain